# Problema de la depredación
El problema de la depredación o argumento de la depredación se refiere a la consideración de los daños que sufren los animales debido a la depredación como un problema moral, respecto del cual los seres humanos podrían o no tener la obligación de intervenir para prevenirlo. El debate sobre este tema ha tenido lugar, en gran medida, dentro de las disciplinas de la ética animal y la ética ambiental. La cuestión ha sido discutida particularmente en relación con los derechos de los animales y el sufrimiento de los animales salvajes.
Algunos críticos han considerado que la existencia de una obligación de prevenir la depredación resulta insostenible o absurda, y han utilizado esta postura como una reductio ad absurdum para rechazar en su totalidad el concepto de derechos animales.
Otros autores han criticado cualquier obligación implícita en la postura de los derechos animales al considerarla perjudicial para el medio ambiente.

## Consideraciones sobre la intervención humana
Se ha llegado a debatir si los seres humanos tienen una razón moral para intervenir contra la depredación animal. Se distingue entre simplemente tener una razón y tener una obligación, señalando que las preocupaciones prácticas podrían prevalecer sobre la intervención. Se observa que las simpatías intuitivas a menudo están del lado de las presas, como se ve en ejemplos como los búfalos defendiendo a una cría de los leones. Sin embargo, también se señala que la mayoría de las personas reaccionan con incredulidad ante la idea de reducir la depredación, considerándola una exigencia excesiva o absurda para una teoría moral. Los críticos argumentan que el utilitarismo se vuelve excesivamente gravoso si requiere intervenir en la naturaleza. Lori Gruen sostiene que las principales teorías morales evitan esta implicación, enfatizando la moderación en lugar de la acción. No obstante, se argumenta que las intuiciones comunes están moldeadas por el interés propio y los prejuicios, de manera similar a las defensas históricas de la esclavitud. Varios académicos concluyen que existe una fuerte razón moral para reducir el sufrimiento causado por la depredación y para buscar, si es posible, la eventual eliminación de esta fuente de daño.